# كريزتيان ناغي (لاعب كرة قدم مجري)
كريزتيان ناغي (بالمجرية: Nagy Krisztián)‏ هو لاعب كرة قدم مجري في مركز الوسط، ولد في 18 يوليو 1995 في كابوشفار في المجر. لعب مع Kaposvári Rákóczi FC ‏.